# Jorge González EP
Jorge González EP, también conocido como Los Updates fuera de Chile, es el título del primer EP de Los Updates, el dúo electrónico chileno compuesto por Jorge González y Loreto Otero, lanzado en 2007 bajo los sellos Noiselab Records, Nacional Records y La Oreja.

## Contexto y producción
Tras la segunda disolución de Los Prisioneros en 2006, Jorge González y su entonces esposa, Loreto Otero, decidieron radicarse en Ciudad de México junto a su familia. En esa estadía, González y Otero comenzaron a incursionar en la música electrónica a través del dúo Los Updates.
Tras una serie de presentaciones en Perú, Ecuador y México, en 2007 lanzaron este primer EP.
En Chile, el sello La Oreja tituló el producto como Jorge González EP, mientras el sello discográfico estadounidense Nacional Records lo tituló Los Updates EP, con ambos integrantes dibujados en la carátula.

## Lista de canciones
Todas las canciones escritas y compuestas por Jorge González. 
| Jorge González EP / Los Updates |                       |          |  |
| N.º                             | Título                | Duración |  |
| 1.                              | «Aviador»             | 4:43     |  |
| 2.                              | «Acaso quieres venir» | 4:58     |  |
| 3.                              | «Comprado en Europa»  | 4:06     |  |
| 4.                              | «Hambre de gol»       | 5:04     |  |
| 18:51                           |                       |          |  |